# Dekanat lwówecki
Dekanat lwówecki – jeden z 43 dekanatów archidiecezji poznańskiej, składa się z jedenastu parafii: 
- Parafia Chrystusa Króla w Bolewicach
- Parafia św. Wojciecha w Borui Kościelnej
- Parafia Matki Boskiej Królowej Korony Polskiej w Jastrzębsku Starym
- Parafia Najświętszej Maryi Panny Wniebowziętej, św. Jana Chrzciciela i św. Jana Ewangelisty w Lwówku
- Parafia św. Stanisława Biskupa w Miedzichowie
- Parafia Najświętszego Serca Jezusowego w Nowym Tomyślu
- Parafia Najświętszej Maryi Panny Nieustającej Pomocy w Nowym Tomyślu
- Parafia Miłosierdzia Bożego w Wąsowie
- Parafia św. Michała Archanioła w Wytomyślu
- Parafia Najświętszego Serca Jezusowego i Niepokalanego Serca Maryi w Zębowie

Sąsiednie dekanaty
- bukowski
- grodziski
- międzychodzki
- pniewski
- wolsztyński
- zbąszyński
- dekanaty diecezji zielonogórsko-gorzowskiej

Administracyjnie dekanat znajduje się na terenie miasta Nowy Tomyśl, gmin: Nowy Tomyśl, Miedzichowo, prawie w całej części gminy Lwówek oraz zachodniej części gminy Kuślin.